# Juliane Rumpf
Juliane Rumpf, née Baehr le 8 mai 1956 à Sehestedt, est une fonctionnaire et femme politique allemande membre de l'Union chrétienne-démocrate d'Allemagne (CDU).
Après avoir fait toute sa carrière dans l'administration du Budget au sein du ministère régional des Finances du Land du Schleswig-Holstein, elle est nommée en 2009 ministre régionale de l'Agriculture et de l'Environnement de la coalition noire-jaune de Peter Harry Carstensen.

## Formation et carrière
Après avoir suivi des études supérieures d'agronomie à l'université Christian Albrecht de Kiel, elle commence à travailler en 1979 comme associée de recherche à l'institut des produits laitiers, dépendant de l'institution fédérale de recherche laitière, à Kiel. Elle décroche un doctorat d'agronomie en 1983 et entre deux ans plus tard au ministère régional des Finances du Schleswig-Holstein, où elle fait toute sa carrière.
Elle exerce diverses tâches, comme secrétaire particulière, au sein du département du Budget, puis devient en 2005 secrétaire général du Budget régional, avant d'être promue directrice du département du Budget en 2009. Elle démissionne peu de temps après.

## Vie politique
Le 27 octobre 2009, Juliane Rumpf est choisie par le Ministre-président chrétien-démocrate Peter Harry Carstensen comme nouvelle ministre de l'Agriculture, de l'Environnement et du Milieu rural du Schleswig-Holstein, dans sa nouvelle coalition noire-jaune.
Elle est alors la seule femme, sur huit ministres, à siéger au gouvernement régional. Elle quitte le gouvernement le 12 juin 2012, après le retour au pouvoir des sociaux-démocrates.